# Avondance
Avondance település Franciaországban, Pas-de-Calais megyében. Lakosainak száma 33 fő (2022. január 1.). Avondance Ruisseauville, Planques és Azincourt községekkel határos.

## Népesség
A település népességének változása:
| Lakosok száma | 106  | 83   | 87   | 77   | 75   | 51   | 33   | 44   | 38   | 33   |
|               | 1793 | 1836 | 1866 | 1891 | 1926 | 1962 | 2004 | 2010 | 2017 | 2022 |